# Якщо ти чоловік...
«Якщо ти чоловік…» (рос. «Если ты мужчина...») — радянський художній фільм 1971 року, знятий на кіностудії «Мосфільм».

## Сюжет
Хороший хлопець Пашка Снегірьов (Борис Токарєв) — добрий, працьовитий. Непросто складається особисте життя Пашки. Любив він Люсю, але дівчина побралася з іншим… Сталося так, що Пашка здійснив справжній подвиг. Всього на хвилинку відійшов шофер води попити, а автобус з дітьми почав сповзати з крутого обриву. Щоб зупинити машину, Паша Снегірьов, не роздумуючи, кинувся під колеса…

## У ролях
- Борис Токарєв — Пашка Снегірьов
- Микола Мерзлікін — Кирило, друг Снегірьова
- Жанна Прохоренко — Анна Петрівна, вихователька в інтернаті
- Інна Гула — Маша, мати-одиначка, яка працювала бульдозеристкою на кар'єрі
- Людмила Гладунко — Люся, кохана Паші, що одружилася з шахраєм
- Олексій Панькин — Федір, друг Пашки
- Володимир Гулкін — Льонька, син Маші
- Ераст Гарін — Ульянич, садівник
- Олександр Январьов — Віктор Лопарєв, бригадир
- Галина Комарова — Віра
- Алла Мещерякова — Клавдінька
- Петро Савін — начальник дільниці
- Георгій Шаповалов — Федір Федорович
- Леонід Реутов — електрозварник, невдаха-залицяльник Маші з гітарою
- Дмитро Орловський — шофер автобуса
- Анатолій Голик — Вася, учень механізатора
- Володимир Гуляєв — водій
- Олександра Данилова — мати Маші, яка тимчасово наглядає за Льонькою
- Євген Дорошин — епізод
- Юрій Леонідов — водій
- Олександр Лук'янов — водій
- Володимир Маренков — водій
- Віктор Маркін — водій
- Володимир Соколов — Андрій, учень механізатора
- Юрій Чекулаєв — чоловік Люсі, шахрай
- Іраклій Хізанішвілі — водій
- Віталій Кисельов — водій
- Юрій Воронков — гість на весіллі

## Знімальна група
- Режисер — Анатолій Чемодуров
- Сценарист — Іван Бондін
- Оператор — Дмитро Коржихін
- Композитор — Олександр Флярковський
- Художник — Саїд Меняльщиков